# Бзура
Бзу́ра (пол. Bzura) — река в Польше, левый приток Вислы. Длина реки — 166 км; площадь бассейна 7800 км².

## Течение
Река Бзура берёт начало в окрестностях Згежа. Ширина Бзуры не превышает шестидесяти метров, глубина реки колеблется от полуметра до двух метров.

## Притоки

### Правые
- Линда
- Мощеница
- Мрога
- Струга
- Бобрувка
- Скерневка
- Равка
- Суха
- Пися
- Утрата
- Ласица

### Левые
- Витоня
- Охня
- Слудвя

## Факты
- В 1793—1795 гг. по нижнему течению реки проходила граница между Польшей и Пруссией[3].

- В 1914 году, во время Первой мировой войны вдоль Бзуры проходила линия обороны Русской императорской армии отражавшей атаки Германской имперской армии пытавшейся пройти вглубь Варшавской губернии[4].

- Во время Второй мировой войны здесь состоялось сражение между Вооружёнными силами Польши и Вермахтом, получившее название «Битва на Бзуре».